# El Pla (Santa Maria de Besora)
El Pla és una masia de Santa Maria de Besora (Osona) inclosa a l'Inventari del Patrimoni Arquitectònic de Catalunya.

## Descripció
Masia construïda a partir d'un cos central, ampliat amb tres volums més a la dreta. Tots els cossos, que formen una unitat, consten de planta baixa, un pis i golfes. La façana principal és al sud, davant té una gran era de cairons delimitada per un mur en el qual hi ha el portal d'accés a l'era. La façana de l'edifici principal té una galeria porxada a l'altura del primer pis que s'estén fins a la façana de llevant. Actualment s'utilitza com a segona residència i amb algunes funcions agràries. L'estructura interior és la pròpia d'una masia: planta baixa destinada a feines agràries i pis primer, destinada a residència. La masia es troba en un estat precari, ja que no és habitada normalment.

## Història
No hi ha menció de la masia del Pla als capbreus generals del terme de Besora a l'Edat Mitjana. Molt possiblement hi devia haver alguna. L'actual edifici és pràcticament tot de construcció recent (segle xix) i és una mostra clara de l'ús de certs materials com els maons, cairons, etc. Tipològicament és també destacable la galeria. Cal fer menció, així mateix, de l'antiga cabana, reconvertida actualment en cort. La relativa dificultat que presenta e seu únic accés ha estat un element decisiu a l'hora de ser abandonada com a residència habitual. El seu estat de conservació comença a ser preocupant.